# Cigalazade Yusuf Sinan Pacha
Cığalazade (« fils de Cicala ») Youssouf Sinan Pacha (ou Cağaloğlou Youssouf Sinan Pacha ; né vers 1545, à Gênes ou Messine – mort en décembre 1605 sur la route de Diyarbekir), est un dignitaire ottoman d'origine italienne, qui exerça la fonction suprême de grand vizir du 27 octobre au 5 décembre 1596, sous le règne de Mehmed III. Il fut également Kapudan Pacha (Grand amiral de la marine ottomane).

## Biographie
Né Scipione Cicala, il est le fils du vicomte de Cicala qui, selon le théologien Stephan Gerlach (de), était un corsaire au service de la Couronne d'Espagne, et d'une femme turque de Castelnuovo (aujourd'hui Herceg Novi, au Monténégro). Le vicomte et son fils, faits prisonniers par les Ottomans à la Bataille de Djerba (1560 ou 1561), furent d'abord emmenés à Tripoli puis à Constantinople. Son père, comme c'était la pratique avec les aristocrates, fut rançonné et, après quelques mois passés à Beyoğlu (Pera), retourna à Messine, où il mourut en 1564. Son fils, Scipione, ne fut, lui, pas rapatrié et se trouva enrôlé avec d'autres jeunes chrétiens pour entrer au service de l'Empire. Comme l'exigeait la tradition janissaire, il dut se convertir à l'islam et fut dès lors entraîné au palais impérial, où il obtint le grade de silahtar. Il épousa deux petites-filles de Soliman le Magnifique : l'une en 1573, l'autre en 1576. Sa carrière et sa richesse au sein de la Sublime Porte étaient désormais assurées.
Promu agha des janissaires en 1575, il conserva ce poste jusqu'en 1578 ; puis il prit part à la Première guerre turco-séfévide (1578–1590). Nommé gouverneur général (beylerbey) de Van en 1583, il prit sous son autorité la forte place d'Erevan, et simultanément fut élevé au rang de vizir. Il joua un rôle éminent dans la campagne victorieuse de 1585 contre Tabriz. Nommé l'année suivante beylerbey de Bayazıt, il fut jusqu'en 1590 plusieurs fois victorieux dans les marches occidentales de la Perse, apportant à l'Empire ottoman les places de Nahavand et d’Hamadan.
À la paix de 1590, il fut nommé gouverneur d’Erzurum puis en 1591, Grand amiral (kapudan pacha) de la flotte. Il conserva ce poste jusqu'en 1595. Sous le troisième gouvernement (1593–1595) de Koca Sinan Pacha, alors que la guerre avait repris avec le Saint-Empire, il fut promu quatrième vizir, puis troisième vizir. Il fut de la suite du sultan Mehmed III lors de la campagne de Hongrie de 1596 : là, il tenta en vain de secourir la place assiégée de Hatvan, qui tomba aux mains des chrétiens en septembre 1596. Il participa au siège victorieux d'Eger (septembre–octobre 1596) ainsi qu'à la bataille de Keresztes (octobre 1596) et son retournement spectaculaire au moment de l'assaut final, un triomphe pour les Ottomans. En reconnaissance de ses services, il fut nommé Grand vizir ; mais l'impopularité de ses réformes militaires, ses tentatives d'immixtion dans la politique des Tatars de Crimée, enfin l'existence à la cour de Constantinople d'une faction désireuse de rétablir Damat Ibrahim Pacha au poste de Grand vizir, amenèrent à sa destitution au bout de seulement quarante jours.
Il fut beylerbey de Damas de décembre 1597 à janvier 1598 et rétabli au poste de grand amiral en mai 1599. En 1604, il prit le commandement du front oriental, où les Perses avaient repris le combat l'année précédente. La campagne de 1605 fut un échec, son armée envoyée pour conquérir Tabriz ayant été battue près du lac d'Ourmia. Il dut se replier dans la forteresse de Van puis vers Diyarbekir. C'est au cours de ce repli qu'il mourut, au mois de décembre 1605.
Le quartier Cağaloğlu à Istamboul, où Youssouf Sinan Pacha avait construit un palais et un hammam (bain turc), est de nos jours considéré comme le quartier des journalistes en Turquie. Les bains du hammam Cağaloğlu ont été reconstruits en 1741.
La chanson Sinàn Capudàn Pascià de l'auteur-compositeur génois Fabrizio De André fait le récit de la vie de Sinan Pacha. Ecrite entièrement en dialecte génois, elle se trouve sur l'album Crêuza de mä.

## Médias

### Télévision
- Muhteşem Yüzyıl: Kösem, saison 1, il est interprété par Hakan Salınmış (tr).

## Voir également
- Liste des grands vizirs ottomans